# Syrinx (anatomie)

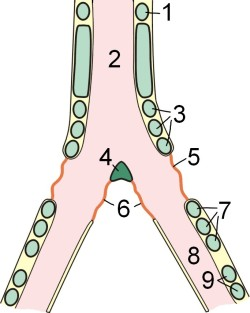
Schéma zpěvného ústrojí.
1 – poslední volný chrupavčitý prstenec;
2 – průdušnice;
3 – první skupina zpěvných prstenců;
4 – jazýček;
5 – vnější hlasivkový pysk;
6 – vnitřní hlasivkový pysk;
7 – druhá skupina zpěvných prstenců;
8 – průduška;
9 – chrupavka průdušek

Zpěvné ústrojí (syrinx) je ptačí obdobou hlasivek savců. Slouží k produkci zvuků u ptáků. Nachází se v místě, kde se průdušnice rozděluje na dvě průdušky ve tvaru obráceného Y.
Syrinx pěvců (Passeriformes) má poněkud komplikovanější stavbu, než u jiných ptačích řádů, a patří k nejdůležitějším charakteristickým znakům pěvců. Má tvar malého bubínku vzniklého srůstem několika chrupavčitých kroužků průdušnice a průdušek; zevně na zpěvné ústrojí přisedá několik dvojic svalů. V místě, kde se setkávají stěny průdušek, se nachází chrupavčitý trámec zakončený blanitou hlasivkou, která má funkci podobnou jazýčku. Pomocí hlasivkových pysků je možno rozšiřovat a zužovat dvě symetricky položené hlasivkové štěrbiny. Zvuk vzniká chvěním blanité hlasivky při současném napínání bubínkových blan; jako rezonátor jej pak zesilují blízké plicní vaky.
Zvláště pěvci jsou schopni dokonale ovládat každou polovinu syringu zvlášť. U některých druhů slouží jedna polovina syringu k produkci zvuků o nízkých frekvencích, kdežto pravá polovina má na starosti zvuky o vyšších frekvencích. Mnohé druhy pěvců ve svých zpěvech produkují dva zvuky o různých frekvencích naráz, což savčí hlasivky z principu své funkce nedovedou.